# Синдром Слая
Синдро́м Сла́я (недоста́точность β-глюкуронида́зы, мукополисахаридо́з типа VII) — редкое наследственное заболевание из группы мукополисахаридозов, относящееся к лизосомным болезням накопления, характеризуется дефицитом фермента лизосом β-глюкуронидазы. В свою очередь, дефицит β-глюкуронидазы ведёт к накоплению определённых сложных углеводов (мукополисахаридов) во многих тканях и органах тела человека. Продолжительность жизни зависит от выраженности симптоматики.

## Эпоним
Данный синдром назван в честь своего первооткрывателя американского биохимика Уильяма Слая (англ. William S. Sly), который родился в 1932 году и с 1969 года работает в университете англ. Saint Louis University.

## Эпидемиология
Мукополисахаридоз VII типа встречается менее, чем 1 на 1 250 000 новорожденных.

## Патогенез
Дефектный ген GUSB, ответственный за развитие клинической картины синдрома Слая, расположен на длинном плече 7-й хромосомы (7q21.1-11).

## Наследование

Аутосомно-рецессивный механизм наследования синдрома Слая: оба родителя являются носителями дефектного гена (помечен красным кружочком). По законам Менделя вероятность того, что дети будут носителями мутантного гена (как их родители), — 50 %, вероятность рождения ребёнка без мутации — 25 %, вероятность рождения больного ребёнка — 25 %.

Мукополисахаридоз VII типа наследуется, как и подавляющее большинство лизосомных болезней накопления, по аутосомно-рецессивному типу наследования. Следовательно, с одинаковой частотой встречается как у мужчин, так и у женщин. Заболевание клинически манифестирует только в случае, когда обе аутосомы, полученные по одной от отца и матери, являются дефектными (повреждение обеих копий гена GUSB, находящихся на гомологичных аутосомах, локус 7q11.21).

## Классификация
Согласно Международной классификации болезней десятого пересмотра (МКБ-10), различают:
- E76 Нарушения обмена гликозаминогликанов
  - E76.2 Другие мукополисахаридозы. Недостаточность β-глюкуронидазы. Мукополисахаридозы типов III, IV, VI, VII.

## Лечение
Назначается вестронидаза альфа. 